# كينغ جيان
كينغ جيان (بالإنجليزية: King Gyan)‏ هو لاعب كرة قدم غاني في مركز الوسط، ولد في 22 ديسمبر 1988 في أكرا في غانا. شارك مع منتخب غانا لكرة القدم. أما مع النوادي، فقد لعب مع بيرسخوت إيه سي ونادي فولهام ونادي فيكينغ ونادي هالمستاد.

## وصلات خارجية
- كينغ جيان على موقع اتحاد السويد (السويدية)
- كينغ جيان على موقع قاعدة بيانات كرة القدم.إي يو (الإنجليزية)
- كينغ جيان على موقع ناشيونال فوتبول تيمز (الإنجليزية)
- كينغ جيان على موقع Soccerway.com (الإنجليزية)